# Criterium (tijdschrift)
Criterium was een Nederlands letterkundig maandblad uit de jaren 1940, uitgegeven door John Meulenhoff van uitgeverij J.M. Meulenhoff. Aanvankelijk verscheen het van 1940 tot 1942, en in een gewijzigde opzet van 1945 tot en met 1948, de periode waarin het tot de vijf belangrijkste literaire tijdschriften behoorde voor de ontwikkeling van de literatuur. Daarna ging het blad samen met het tijdschrift Libertinage. De belangrijkste redacteuren van Criterium waren Adriaan Morriën en Willem Frederik Hermans. Het hervatte Criterium wordt door literatuurhistorici beschouwd als een van de belangrijkste nieuwe literaire tijdschriften waar jongere schrijvers vanaf 1945 in publiceerden.

## Geschiedenis

### 1940-1942
Het tijdschrift verscheen van maart 1940 tot en met mei 1942 bij de door John Meulenhoff geleide uitgeverij J.M. Meulenhoff onder redactie van Cola Debrot, Han G. Hoekstra en Ed. Hoornik. Literatuurhistoricus Piet Calis acht het moeilijk om te bepalen wat voor koers de redactie precies nastreefde, al werd wel een synthese beoogd van twee conflicterende opvattingen uit de jaren dertig, namelijk het lyrisch expressionisme van dichters als Hendrik Marsman en Jan Engelman enerzijds, en het aardse gevoel voor de werkelijkheid dat kenmerkend was voor het tijdschrift Forum anderzijds. Ter aanduiding van die synthese hanteerde de redactie termen als 'romantisch realisme' en 'romantisch rationalisme'. Calis spreekt van termen ' waarin duizelingwekkend met tegenstellingen werd gejongleerd'.
Volgens J.A. Dautzenberg werd de invloed van Forum vermengd met de latere Martinus Nijhoff, wat resulteerde in een minder verstandelijke dichtkunst en een nadruk op de tegenstelling tussen de werkelijkheid en het bovennatuurlijke. Kenmerken zijn ook ironie, anekdotiek, politiek engagement en een beetje invloed van het surrealisme. Dautzenberg ziet Hoornik als leider van deze groep dichters, tot wie hij verder Gerard den Brabander en Jac. van Hattum rekent. Daarnaast publiceerde het tijdschrift poëzie van drie dichters die enigszins verwant waren, maar een veel zelfstandiger ontwikkeling doormaakten: Gerrit Achterberg. M. Vasalis en Ida Gerhardt.
Hoe vaag ook verwoord, het streven naar zo'n synthese bleek aan te slaan bij de jonge generatie. Calis noemt Criterium 'het meest inspirerende literaire tijdschrift dat in die eerste jaren van de Duitse bezetting verscheen.' Het einde kwam met de oprichting van de Nederlandsche Kultuurkamer. In de lente van 1942 besloot de redactie zich niet aan te melden, waarmee de verschijning ophield.

## Context: literaire tijdschriften vlak na de oorlog
In de periode direct na de oorlog verschenen meer dan twintig nieuwe literaire tijdschriften. Tijdschrifthistoricus Piet Calis beschouwt Criterium (1945-1948) als een van de vijf belangrijkste Nederlandse tijdschriften voor de ontwikkeling van de literatuur in de eerste jaren na de oorlog. De andere vier zijn: Columbus (1945-1947), Proloog (1945-1947), Podium (1944-1969) en Het Woord (1945-1949). Literatuurhistoricus Hugo Brems noemt, behalve deze vijf, nog twee titels als de belangrijkste: Ad Interim (1944-1949) en het katholieke tijdschrift Roeping (1946-1963). Met uitzondering van Ad Interim, dat zich als specifiek literair tijdschrift afficheerde, voerden al deze tijdschriften een ondertitel waaruit bleek dat ze zich op een breder cultureel veld richtten dan alleen de literatuur.
Vlak na de oorlog bestond een sterke behoefte aan vernieuwing op tal van terreinen en dus ook in de literatuur. Van schrijvers werd een sterk maatschappelijk engagement verwacht en geen 'ivoren-toren-mentaliteit'. Aan deze eis voldeden nu net de vooroorlogse literatoren Menno ter Braak en E. du Perron van het tijdschrift Forum. Alle tijdschriften formuleerden in hun programma standpunten die aan dit tijdschrift ontleend waren. Zo propageerde Criterium een sterk 'persoonlijkheidsbesef', een kenmerkende eis van Forum. Zelfs nog in 1947, toen de tijdschriften Columbus en Podium fuseerden, beloofde de redactie ervan 'de volledige inzet van onze persoonlijkheid'. Daarbij hoorde ook een afkeer van 'sierkunst', zoals Proloog het verwoordde, door Het woord afgedaan als 'het knappe jongleren met woorden en regels'.
Een andere erfenis van Forum was het woord 'epigonisme', dat voortdurend in de tijdschriften valt. Die beschuldigen elkaar er geregeld van epigonen van Ter Braak en Du Perron te zijn.

## 1945-1946
In de zomer van 1944 stelde de ambitieuze neerlandicus Frits van Heerikhuizen de dichter Adriaan Morriën voor om Criterium na de oorlog te hervatten, maar met een nieuwe redactie zonder de oude redactieleden Ed. Hoornik en Bertus Aafjes. Ze waren het erover eens dat literatuur 'eenvoudig en authentiek' moet zijn en dat de illegaal verschijnende verzetspoëzie niet van hoog niveau was. Morriën begon hierover tegen uitgever John Meulenhoff, die zelf dat voornemen ook koesterde en hem meteen een plaats aanbood in de redactie, die ook uit Rudie van Lier en nog twee anderen zou moeten gaan bestaan.
Morriën nam de taak op zich een redactie samen te stellen. Meulenhoff vond dat de vroegere redactie een moreel recht had om benaderd te worden. Aangezien alle drie de oude redactieleden vanwege andere bezigheden geen zin hadden de werkzaamheden te hernemen, had Morriën zonder conflicten de vrije hand om zelf een redactie te vormen. Hij benaderde antropoloog Rudie van Lier en op aanraden van Meulenhoff ook Jan Drion, die verwees naar zijn erudietere broer Huib. Van Lier stelde de historicus Sybout Colenbrander voor, zoon van historicus Herman Theodoor Colenbrander. Om de literatuur een grotere vertegenwoordiging in de redactie te geven, stelde Meulenhoff Aafjes voor, wiens medewerking tegelijk de voor Meulenhoff belangrijke band met de traditie zou vertegenwoordigen. Uit deze vijf personen bestond de redactie, met Morriën als redactiesecretaris.
In de praktijk zouden drie redactieleden het werk doen. Morriën verrichtte de meeste werkzaamheden en ook Drion en Van Lier waren actief. Aafjes speelde nauwelijks een rol en Colenbrander leverde zelfs geen enkele bijdrage. Morriën bleef in de zomer medewerkers zoeken en maakte bij uitgeverij Contact kennis met dichter en criticus H.A. Gomperts. Omdat Ter Braak en Du Perron hem begaafd vonden, zag Morriën aanvankelijk enorm tegen hem op, tot bleek dat '"hij vreselijk aardig was en heel gewoon tegen me deed."' Om ook met de jongste generatie schrijvers kennis te maken, bezocht Morriën op 6 en 7 oktober een weekend dat door het jongerentijdschrift Columbus was georganiseerd. Naast Hermans waren daar onder meer Paul Rodenko en Hans Warren.
Op 11 oktober 1945 werd de voortzetting van Criterium aangekondigd in het Nieuwsblad voor den Boekhandel. 'De literatuur zal niet langer de eenige meesteres in het tijdschrift zijn', stond daar. Maar als 'een van de belangrijkste en volledigste uitingen van het leven' zou die wel een belangrijke plaats blijven innemen. Er zou 'veel ruimte worden besteed aan het literaire essay en aan politieke en wetenschappelijke beschouwingen'.
Het eerste nummer verscheen halverwege oktober 1945, met de titel van het tijdschrift in roodbruine letters op een grijze ondergrond. De ondertitel luidde: 'Algemeen cultureel maandblad'. Een abonnement op de eerste jaargang, die strekte tot en met december 1946, kostte zeventien gulden, onder het voorbehoud dat de prijs verhoogd kon worden als de omvang toenam. Na de eerste zeven nummers, tot en met april 1946, werd de omvang inderdaad verhoogd van 48 naar 64  bladzijden.

#### Redactionele inleiding van het eerste nummer
De waarschijnlijk door Morriën geschreven en door Drion bijgewerkte redactionele inleiding zette de doelstelling van het blad uiteen:
Het treedt niet voor het front met een programma of eenigerlei beginselverklaring. Het wil een zoo groot mogelijk aantal persoonlijkheden tot een gesprek uitnoodigen. De eenige voorwaarde is, dat de discussie op een bepaald peil wordt gevoerd. Indien deze gedachtenwisseling uit zou blijven en dit tijdschrift een maandelijkse anthologie van min of meer geslaagde gedichten, essays of ander proza zou worden, zullen wij moeten erkennen, dat wat ons voor ogen stond, niet werd verwezenlijkt.
De inleiding merkte ook nog op dat de koers breder zou zijn, maar dat het niet de bedoeling was om wetenschappelijke verhandelingen te publiceren die in de vaktijdschriften thuishoren. Wat de literaire richting betreft, wilde Criterium zich 'op geen enkele formule vastleggen'. De richting werd dan ook vooral negatief aangeduid door te vermelden wat men níet wilde:
Wij zijn tegen het doode specialisme, tegen een eenzijdige litteratuur-cultus, die elk contact met het leven verliest, maar wij houden aan den anderen kant vast aan de individueele tendentie, die een van de grootste verworvenheden van de Westeuropeesche cultuur is.
Literatuurhistoricus Piet Calis merkt op dat de aan 'vaagheid' grenzende 'voorzichtigheid' van deze inleiding contrasteert met het uitgesproken karakter van andere literaire bladen uit deze tijd. De redacties van Podium en Het Woord deden wel degelijk uitspraken over de gewenste ontwikkeling van de literatuur. Calis verklaart de vaagheid waarmee Criterium zich profileerde uit de onoverzichtelijke situatie zo kort na de Bevrijding, maar belangrijker was dat, anders dan bij de redacties van andere bladen, de redactieleden van Criterium elkaar nog niet goed genoeg hadden leren kennen om van elkaar te weten wat ieders overtuigingen waren. Hierbij sluit de biograaf van Morriën, Rob Molin, zich aan en hij noemt nog een reden voor het vage uitgangspunt, namelijk het meer algemeen-culturele karakter van het blad terwijl Podium en Het Woord strikter literair waren.
De biograaf van Hermans, Willem Otterspeer, is eveneens van mening dat de vaagheid van Criterium uitzonderlijk was. Hij geeft een iets vollediger overzicht van de tijdschriften uit die periode. Sommige bladen zetten de verzuiling door, maar Ad Interim wilde die juist doorbreken, Het Woord richtte zich op neoromantiek en symbolisme, Paul Rodenko wilde in Columbus de erfenis van Forum combineren met existentialisme en Podium was humanistisch gericht. Alleen Proloog en Criterium hadden 'geen behoefte aan een program en wilden alleen maar talent aanboren.'
Volgens literatuurhistoricus Hugo Brems heerste in de tijdschriften in het algemeen 'een grote vaagheid en onzekerheid, niet alleen in wat de ideologische positie betreft, maar ook omtrent de te volgen literaire koers.' Brems meent verder dat uit de inleiding de naar Forum te herleiden doelstelling van 'het levendig houden van het persoonlijkheidsbesef' spreekt.

#### Inhoud eerste nummer
Het gedicht 'Het vaderland' van Morriën stond meteen na de inleiding. Daarna kwam 'In memoriam Menno ter Braak en E. du Perron', een gedicht van Hans Gomperts. Het eerste proza bestond uit twee fragmenten van de in de oorlog geschreven roman Conserve van Hermans, gekozen door Morriën die het manuscript gelezen had. Verder verzen van Michael Deak, fragmenten uit het oorlogsdagboek van M. Vasalis en een voorpublicatie van het vooroorlogse dagboek Indonesische overpeinzingen van Sjahrazad, pseudoniem van de nationalistische Indonesische leider Soetan Sjahrir.
Volgens Brems verschilde de poëzie van de Criterium-generatie, waarin de nadruk ligt op 'beheersing, evenwicht en vormbewustzijn', niet wezenlijk van de criteria 'eenheid, concentratie en spanning' die Simon Vestdijk in zijn poëticale geschrift De glanzende kiemcel uit 1950 wezenlijk achtte.
Het eerste nummer werd in Het Parool van 11 december lovend besproken in een recensie waarin tegelijk alle andere tijdschriften als weinig relevant werden afgedaan. Meulenhoff stuurde een overdruk naar boekwinkels om op te hangen. Die actie leverde 1600 abonnees op.

### 1946-1948
Vanaf juni 1946 viel de redactie uit elkaar: Aafjes stopte ermee, Drion en Van Lier zouden naar Amerika gaan en Colenbrander naar Engeland. In juli werd Hermans praktisch redacteur, maar had nog toestemming van de uitgever nodig om zijn naam op het omslag te krijgen.
In het najaar traden ook Adriaan van der Veen, Maurice Gilliams en Arthur van Rantwijk toe tot de redactie. Het aantal abonnementen was flink gedaald, maar Morriën dacht dat de nieuwe redactie van het tijdschrift het strijdbare en toonaangevende blad zou maken dat hem voor ogen stond. Uitgever Meulenhoff was minder optimistisch, vanwege de zuinigheid na de oorlog en ook doordat besloten was de roman De tranen der acacia's van Hermans als feuilleton te publiceren. Volgens de biograaf van Morriën, Molin, zou Meulenhoff Hermans nooit met Morriën in contact hebben gebracht als hij het allemaal van tevoren geweten had. Meulenhoff wilde het blad met Podium laten fuseren, maar dat wezen de redacteuren van dat blad af.
Na april bedroeg de omvang 64 bladzijden.
In 1948 leidde het voortdurende gebrek aan voldoende kopij tot een poging om te fuseren met het tijdschrift Podium, dat zonder uitgever zou komen te zitten. De besprekingen strandden omdat Podium in september 1948 onderdak vond bij uitgeverij De Driehoek.

### Fusie metLibertinage
Het aantal abonnementen nam gestaag af en Meulenhoff wilde de uitgave daarom staken. Kort voordat Hermans voor een halfjaar naar Canada vertrok, opperde Morriën in een redactievergadering te fuseren met Libertinage, het blad van G.A. van Oorschot waarin Gomperts een belangrijke rol speelde. Hermans voelde daar niets voor, maar in oktober liet Morriën hem in een brief weten dat de fusie nauwelijks te vermijden was. Op 11 december 1948 werd in een bijeenkomst bij Van Oorschot aan de Herengracht besloten dat Criterium in Libertinage zou opgaan. Het laatste nummer was het dubbelnummer van eind 1948. Alleen redactielid Morriën maakte de overstap naar Libertinage. Hermans werd niet op de hoogte gebracht en berustte in de zaak na zijn terugkeer uit Canada.

## Verklarende noten
1. ↑  Deze gedichten staan in Calis (1999), 175-178

## Verwijzende noten
1. ↑  Brems (2006), 30
2. 1 2 3  Calis (1999), 158
3. ↑  Dautzenberg (1993), 362
4. ↑  Dautzenberg (1993), 362-363
5. ↑  Calis (1993), 23
6. ↑  Brems (2005), 30
7. 1 2  Anbeek (1983), 74
8. 1 2  Geciteerd bij Anbeek (1983), 74
9. ↑  Molin, 157-158
10. ↑  Calis (1999), 167-170
11. ↑  Calis (1999), 170
12. 1 2  Molin (2005), 167
13. ↑  Morriën geciteerd in Calis (1999), 171
14. ↑  Calis (1999), 172
15. ↑  Geciteerd in Calis (1999), 172
16. ↑  Calis (1999), 172-173
17. ↑  Geciteerd in Calis (1999), 173
18. ↑  Geciteerd in Calis (1999), 174
19. ↑  Calis (1999), 174
20. ↑  Otterspeer (2013), 481
21. ↑  Brems (2006), 35
22. ↑  Brems (2006), 41
23. ↑  Calis (1999), 178-181
24. ↑  Molin (2005), 161 en 167
25. ↑  Brems (2006), 100
26. ↑  Molin (2005), 169-170
27. ↑  Van Straten (1999), 114
28. ↑  Molin (2005), 175
29. ↑  Molin (2005), 176
30. ↑  Calis (1999), 300-301
31. ↑  Calis (1999), 309
32. ↑  Calis (1999), 324
33. ↑  Molin (2005), 192-193
34. 1 2  Molin (2005), 194
35. ↑  Calis (1999), 326